# Gymnodinium
Gymnodinium é um género de dinoflagelados que inclui diversas espécies desprovidas de placas celulósicas (por isso chamadas dinoflagelados nus). O género foi recentemente dividido em diversos géneros, com base na natureza da ranhura apical e na bioquímica (especificamente na identidade dos principais carotenóides).

## Taxonomia
A partir da subdivisão do género Gymnodinium, passaram a existir os seguintes géneros:
- Gymnodinium sensu stricto
- Akashiwo
- Karenia
- Karlodinium
- Takayama